# Ksanti
Ksanti (gr. Ξάνθη) – miasto w północno-wschodniej Grecji, w administracji zdecentralizowanej Macedonia-Tracja, w regionie Macedonia Wschodnia i Tracja, w jednostce regionalnej Ksanti. Siedziba gminy Ksanti. W 2011 roku liczyło 56 122 mieszkańców. Leży u podnóża Rodopów.
W wyniku podpisanego 27 listopada 1919 w Neuilly-sur-Seine pod Paryżem traktatu pokojowego miasto Ksanti wraz z okolicznymi terenami, znajdującymi się od 1912 roku pod kontrolą carstwa Bułgarii, przekazane zostało Grecji. W ten sposób Bułgaria utraciła na rzecz Grecji dostęp do Morza Egejskiego.
Mimo utrzymującej się lokalnej, grecko-tureckiej nieufności, wywoływanej zewnętrzne, zawsze napiętą sytuacją między tymi krajami, tereny jednostek regionalnych Ksanti, Rodopy i Ewros często wymieniane są jako przykład bardzo zgodnego współżycia i idealnego sąsiedztwa różnych narodowości oraz wyznań. Aktualnie, prócz prawosławnych Greków, zamieszkuje tu około 130 tysięcy muzułmanów, w tym duża i bardzo aktywna politycznie mniejszość turecka, dysponująca własnym szkolnictwem podstawowym i średnim, nawet własną bankowością, wspieraną przez sąsiednią Turcję i dużym udziałem swych przedstawicieli w miejscowych władzach administracyjnych. Prócz tego mieszka tu co najmniej 50 tysięcy Pomaków, przez Greków uznawanych za oddzielne, autochtoniczne plemię o cechach odrębnego narodu i zawsze dobrych sąsiadów. Do lat 20. XX wieku zamieszkiwało tu także wielu Bułgarów. Bułgarzy opuścili te ziemie stopniowo, w drodze przesiedleń, zorganizowanych po Traktacie Lozańskim, pod kontrolą Ligi Narodów. 
Natomiast okres wcielenia tych ziem do Bułgarii, w trakcie II Wojny światowej, jest tu wspominany dramatycznie.
W mieście funkcjonuje klub piłkarski AO Ksanti.
W mieście jest stacja kolejowa Ksanti.